# Đào Tố Loan
Đào Tố Loan (sinh ngày 15 tháng 9 năm 1986), là một nữ ca sĩ thuộc thể loại nhạc thính phòng và opera người Việt Nam. Cô là người chiến thắng Liên hoan tiếng hát truyền hình toàn quốc năm 2011 với hạng mục nhạc thính phòng. Cô sở hữu giọng Soprano (Nữ cao) màu sắc với âm vực rộng lên đến F6.

## Tiểu sử
Đào Tố Loan (tên khai sinh là Đào Thị Tố Loan) sinh ngày 15 tháng 9 năm 1986 tại Thái Nguyên. Cô sinh ra trong gia đình khó khăn và không có truyền thống nghệ thuật. Năm 6 tuổi, mẹ cô mất. Cô thi đỗ trung cấp kế toán, nhưng phải bỏ học vì không có tiền đóng học phí. Người chị ruột của Đào Tố Loan đã đi làm để hỗ trợ và tìm cho cô một việc làm. Sau đó cô may mắn được một người bạn trai cùng tuổi phát hiện niềm đam mê nghệ thuật và có tố chất tiếng hát nên đã tìm thầy hướng dẫn cô học hát, đưa cô đi thi tuyển vào Nhạc viện Hà Nội (nay là Học viện Âm nhạc Quốc gia Việt Nam). Người bạn trai đó về sau là chồng cô.
Đào Tố Loan tốt nghiệp Đại học chuyên ngành thanh nhạc tại Học viện Âm nhạc Quốc gia Việt Nam. Cô được đào tạo dưới sự dẫn dắt của Phó giáo sư, tiến sĩ Trần Thị Ngọc Lan.

## Sự nghiệp
Đào Tố Loan tham gia cuộc thi Liên hoan tiếng hát truyền hình Toàn quốc (còn gọi là giải Sao Mai) năm 2011 và giành giải quán quân hạng mục "Âm nhạc thính phòng". 2 năm sau khi đoạt giải, có được sự ủng hộ nhất định từ công chúng và có dấu ấn đầu tiên trong sự nghiệp, Đào Tố Loan ra mắt album đầu tay mang tên "Nụ cười xuân" không có nhiều sự đầu tư nhiều về hình ảnh và truyền thông. Năm 2014, cô tốt nghiệp Học viện Âm nhạc Quốc gia Việt Nam. Ngay sau đó, Tố Loan nhận học bổng khóa đào tạo thanh nhạc cao cấp tại Đức. Trong lễ báo cáo toàn khóa, cô vượt qua hơn 40 thí sinh đến từ 19 quốc gia để nhận 2 giải của Ban giám khảo chuyên nghiệp và do khán giả có mặt bình chọn. Sau đó cô tiếp tục nhận được học bổng Toyota tài năng âm nhạc trẻ.
Năm 2012, cô nhận được học bổng của Viện Goethe tại Hà Nội, sau đó học tại Bonn và Frankfurt, Đức trong 5 tháng. Vào mùa hè năm 2014, cô nhận được học bổng từ Transpose để tham gia Hội thảo Opera Lidal North ở Oslo, Na Uy và chiến thắng hai giải Nhất. Sau đó, cô quay trở lại Việt Nam và tốt nghiệp thạc sĩ chuyên ngành Biểu diễn Thanh nhạc vào năm 2016. Năm 2017, cô nhận được học bổng 9 tháng tại Áo.
Cô từng được đào tạo tại Áo, Đức và Na Uy. Tại cuộc thi Âm nhạc Quốc tế MAP (MAP – IMC) tổ chức tại Mỹ, vì phải tham gia thi và học lớp chuyên môn (Masterclass) trực tuyến qua phần mềm Zoom nên cô thường xuyên phải thức đêm. Đào Tố Loan cũng đã hoàn thành khóa tập huấn Opera Quốc tế Lidal Johnson, tại Nhà hát Opera Quốc gia Na Uy.

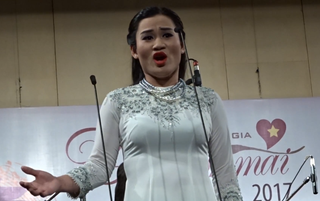
Đào Tố Loan tại nhà hát lớn Hà Nội năm 2017.

Năm 2018, cô chiến thắng cuộc thi Singapore Lyric Opera và nhận được giải thưởng 10.000 đô la Mỹ. Cùng năm, cô biểu diễn ca khúc mà chồng sáng tác dành tặng cho đội tuyển Việt Nam trong giải Vô địch bóng đá U23 Châu Á.  Năm 2021, trong chương trình biểu diễn kỷ niệm 110 năm Nhà hát lớn Hà Nội thành lập, cô vừa hát vừa thực hiện các động tác plank và yoga trong khi hát bản aria Les oiseaux dans la charmille dành cho nhân vật búp bê máy Olympia trong vở Les contes d’Hoffmann của Offenbach. Cô công tác tại nhà hát nhạc Vũ kịch Việt Nam từ năm 2016 và hiện là giảng viên thanh nhạc tại Học viện Âm nhạc Quốc gia Việt Nam. Cuối năm 2021, một dự án opera mới mang tên "Công nữ Anio" đã được ra mắt để chào mừng kỷ niệm 50 năm thiết lập quan hệ ngoại giao giữa Nhật Bản và Việt Nam. Dự án này được khởi xướng nhằm thúc đẩy giao lưu và hữu nghị giữa hai nước  thông qua âm nhạc và sẽ được biểu diễn tại Nhà hát Lớn Hà Nội vào tháng 9 năm 2023.  Nội dung và chủ đề của vở opera này lấy mô típ dựa trên câu chuyện tình yêu có thật giữa công nữ Ngọc Hoa (công nữ Anio) của Hội An – Việt Nam và Araki Sotaro, một thương nhân tỉnh Nagasaki – Nhật Bản vào thời mậu dịch Châu Ấn thuyền ở đầu thế kỷ 17. Đào Tố Loan được đảm nhậm vai chính – công nữ Anio.

## Đời tư
Đào Tố Loan kết hôn với người chồng cùng tuổi trong Hội Nhạc sĩ Việt Nam. Cô hiện có 1 con gái và 1 con trai.

## Giải thưởng và chứng nhận
| Tên giải thưởng                             | Năm  | Hạng mục            | Kết quả         | Chú thích |
| ------------------------------------------- | ---- | ------------------- | --------------- | --------- |
| Liên hoan tiếng hát truyền hình toàn quốc   | 2011 | Âm nhạc thính phòng | Quán quân       | [ 6 ]     |
| Hội thảo Opera Lidal North tại Na Uy        | 2014 |                     | Hai giải nhất   | [ 9 ]     |
| Cuộc thi hát Opera Đông Nam Á tại Singapore | 2018 | Ca sĩ từ 18-35 tuổi | Giải nhất       | [ 22 ]    |
| Cuộc thi Âm nhạc Quốc tế MAP (MAP – IMC)    | 2019 | Bảng chuyên nghiệp  | Giải ba         | [ 16 ]    |
| Liên hoan tiếng hát đường 9 xanh            | 2019 |                     | Huy chương Vàng | [ 6 ]     |
| Hội diễn chuyên nghiệp toàn quốc            | 2019 |                     | Huy chương Vàng | [ 16 ]    |
| Cuộc thi Opera Việt Nam                     | 2019 |                     | Giải nhì        | [ 16 ]    |